# Ludwig Willroider

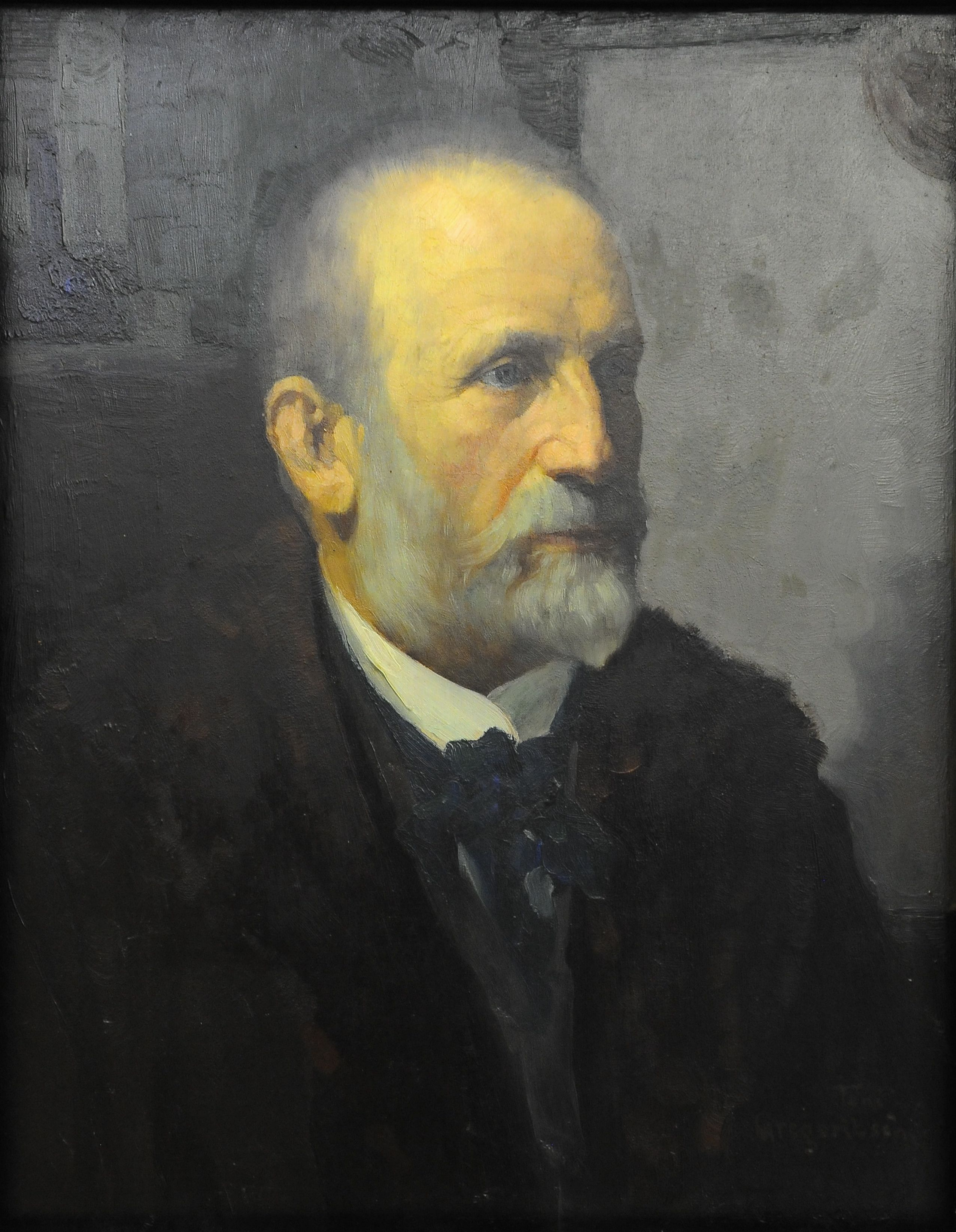
Ludwig Willroider, gemalt von Anton Gregoritsch (1868–1923) um 1900

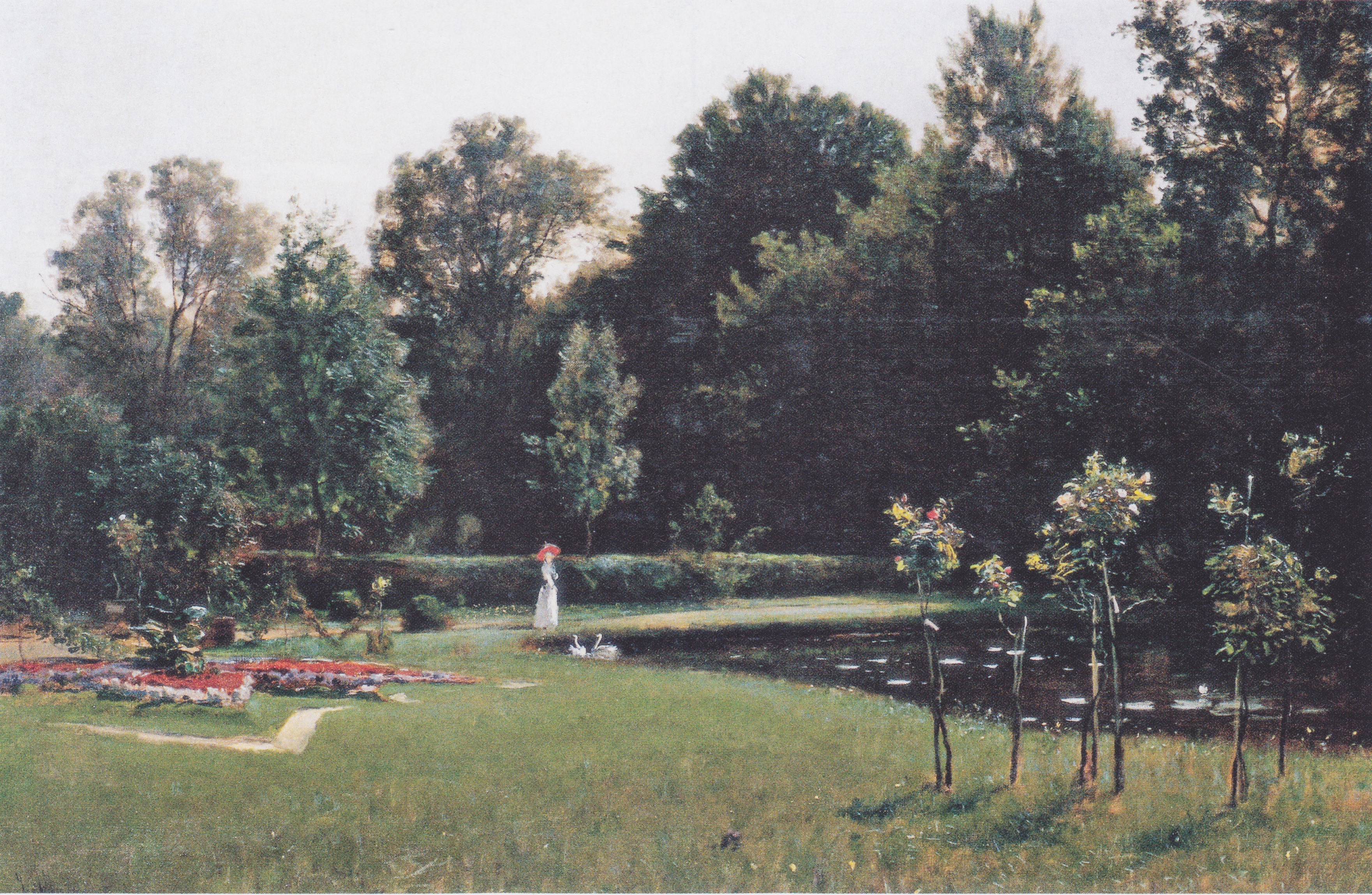
Ludwig Willroider: Schlosspark Viktring, 1891

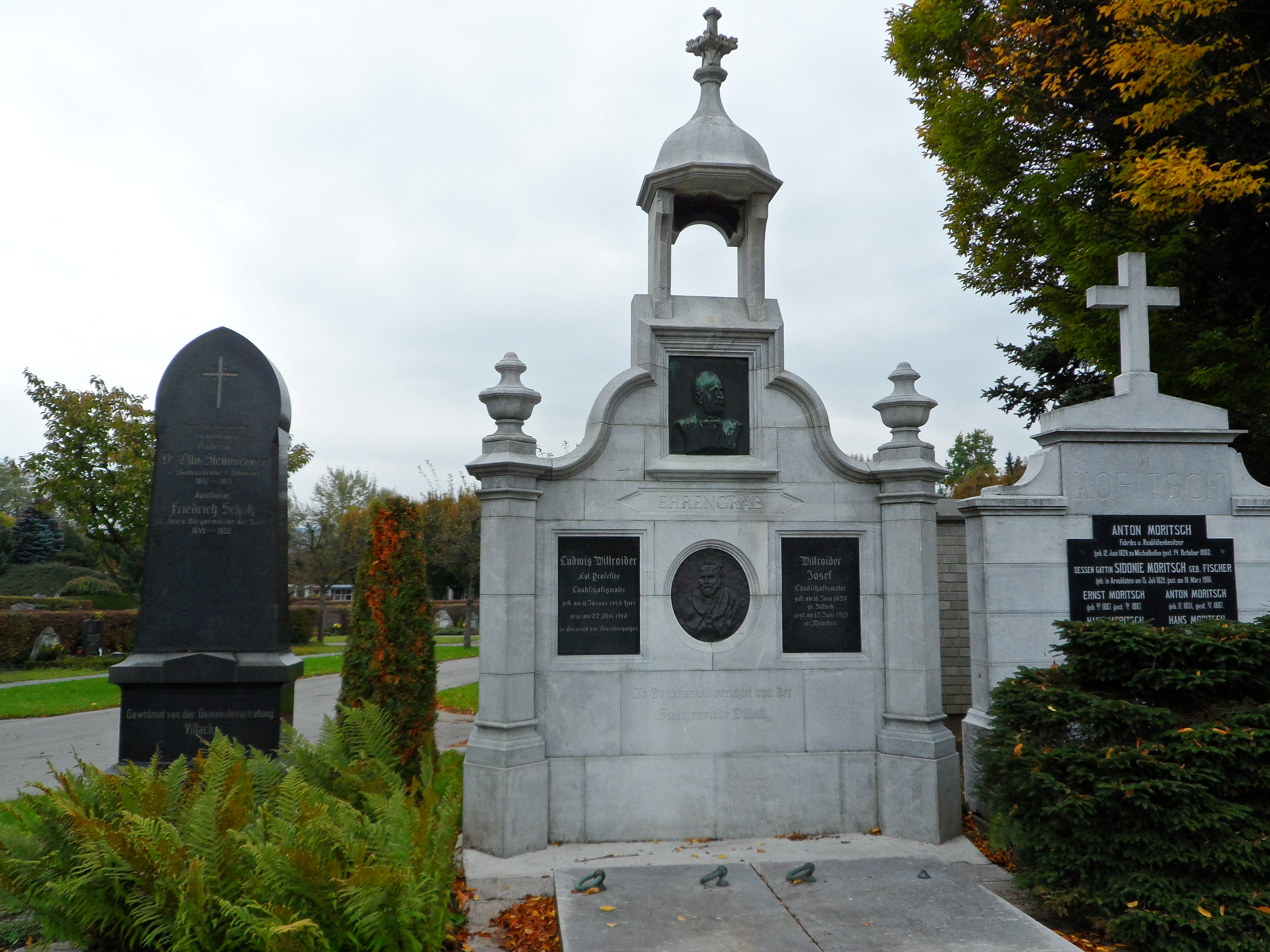
Ehrengrab für Josef und Ludwig Willroider am Zentralfriedhof Villach

Ludwig Willroider (* 11. Januar 1845 in Villach, Kärnten; † 22. Mai 1910 Bernried am Starnberger See) war ein österreichischer Landschaftsmaler und Radierer.

## Leben
Ludwig Willroider war der zweite Sohn des Stadtbaumeisters Josef Willroider und dessen Frau Josefa, geborene Kleinberger, und der jüngere Bruder von Josef Willroider. Seine Schwester war die Gärtnerin, Zitherspielerin und Gitarristin Anna Anderwald (* 9. Oktober 1847). Wie sein älterer Bruder Josef hatte auch Ludwig zunächst im väterlichen Handwerksbetrieb eine Tischlerlehre abgeschlossen, bevor er sich der Malerei zuwandte. Zeichenunterricht bekam er bei seinem um sieben Jahre älteren Bruder Josef Willroider und Jakob Canciani (1820–1891).
1866 mit 23 Jahren ging er nach München, um sich weiter zu bilden und an der dortigen Akademie zu studieren. Wie sein Bruder Josef erhielt er wichtige Anregungen durch Eduard Schleich dem Älteren (1812–1874) und besonders von Adolf Heinrich Lier (1826–1882), (der damals vielleicht sogar noch vor Eduard Schleich die zentrale Figur der Münchener Landschaftsmalerei war). Obwohl Ludwig in Liers Klasse keine Aufnahme fand, stand er seinem Kreis doch sehr nahe.
An der Akademie schloss er sich eng an Carl Ebert (1821–1885) an, der ihn auf Reisen begleitete. Ebert aus Stuttgart, der seit 1860 in München lebte, gehörte zum Kreis der schwäbischen Maler um Christian Friedrich Mali (1832–1906) und Anton Braith (1836–1905), die sich schon in den 1860er Jahren intensiv mit der Freilichtmalerei auseinandergesetzt hatten. Braith und Mali hatten sich 1870/1871 an der Landwehrstraße in München ein großes Ateliergebäude bauen lassen, die sogenannte Schwabenburg, in dem sie sieben Landsleuten Ateliers kostenlos zur Verfügung stellten.
Während Josef in Düsseldorf über die Künstlervereinigung Malkasten auf Ausstellungen präsent war und in den Kritiken lobend erwähnt wurde, konnte Ludwig in München auf Ausstellungen im Münchener Glaspalast zahlreiche Ehrungen, Medaillen und Belobigungen verbuchen. Beide waren in diesen Jahren fast an allen großen Kunstausstellungen in Deutschland vertreten. Seine Motive fand Ludwig in der oberbayerischen Landschaft, besonders am Starnberger See und im Isartal, sowie in seinem Geburtsland Kärnten. Ab 1886 finden sich auch Motive aus Südtirol und Oberitalien.
Während der Münchner Zeit hielt er sich regelmäßig längere Zeit in Kärnten auf, meist in Viktring bei Moro. Die 1860er und 1870er Jahre führten ihn auf Studienreisen nach Holland. 1883 wurde er zum Ehrenmitglied der Münchner Akademie ernannt, 1886 erhielt Willroider den Professorentitel von Prinzregenten Luitpold von Bayern. Willroider lebte bis zu seinem Tod 1910 in München und am Starnberger See.

## Ausstellungen
Im Stadtmuseum Villach ist eine ständige Ausstellung der Brüder Willroider zu besichtigen.